# Список науково-фантастичних телевізійних програм, 0-9
Це повний список науково-фантастичних телевізійних програм, назви яких починаються з цифр від 0 до 9.

## 0-9
| Назва                                              | Ориг. назва           | Рік       | Країна          | Формат/тип  | Жанр                             | Прим. |
| -------------------------------------------------- | --------------------- | --------- | --------------- | ----------- | -------------------------------- | ----- |
| 009-1                                              | 009-1                 | 2006      | Японія          | анімаційний | підлітковий, кіборги/роботи      |       |
| 12 мавп                                            | 12 Monkeys            | 2015–2018 | США             |             | подорожі в часі                  |       |
| 1990                                               | 1990                  | 1977–1978 | Велика Британія |             | життя у майбутньому              |       |
| 2030 н.е.                                          | 2030 CE               | 2002      | Канада          |             | підлітковий, життя у майбутньому |       |
| 3%                                                 | 3%                    | 2016–2020 | Бразилія        |             |                                  |       |
| 4400                                               | The 4400              | 2004–2007 | США             |             | надістоти                        |       |
| 5 днів до опівночі (a.k.a. П'ять днів до опівночі) | 5ive Days to Midnight | 2004      | США             | мінісеріал  | подорожі в часі                  |       |